# Lehr- und Forschungsgut Kremesberg

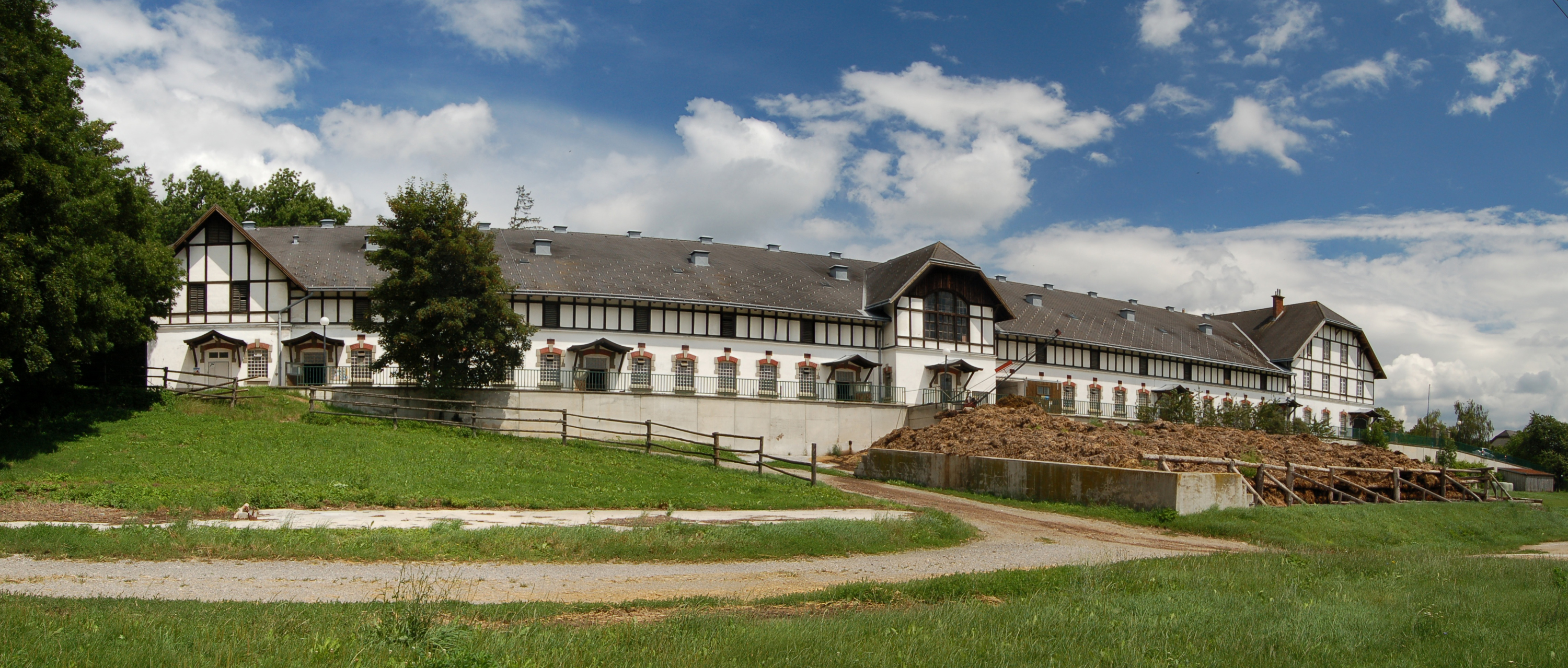
Lehr- und Forschungsgut Kremesberg

Das Lehr- und Forschungsgut Kremesberg steht in Kremesberg in der Marktgemeinde Pottenstein im Bezirk Baden in Niederösterreich. Der historische Rinderstall der landwirtschaftlichen Ökonomie Kremesberg der Vetmeduni steht unter Denkmalschutz. Das Gut liegt in der Marktgemeinde Pottenstein direkt an der Grenze zur Stadtgemeinde Berndorf.

## Geschichte
Das Verwaltungsgebäude wurde 1907 mit dem Baumeister Oscar Fraunlob erbaut. Das Wirtschaftsgebäude am Kremesberg wurde 1908 für 252 Stück Vieh errichtet.

## Architektur
Der langgestreckte Ökonomiebau hat einen Mittelrisalit und zwei Seitenrisalite unter Schopfwalmdächern. Der östliche Bau wurde zu einem Verwaltungsgebäude mit einem vierachsigen übergiebelten Mittelrisalit an der Ostfront erweitert. Das Erdgeschoß mit einem Steinsockel zeigt Segmentbogenfenster mit Sichtziegel-Bekrönungen, das Obergeschoß zeigt eine Fachwerkskonstruktion mit verputzten Wandflächen zwischen den dunkel gebeizten Holzbalken.